# Tipula sinica
Tipula sinica är en tvåvingeart som beskrevs av Alexander 1935. Tipula sinica ingår i släktet Tipula och familjen storharkrankar. Inga underarter finns listade i Catalogue of Life.